# Thiéry (Burkina Faso)
Pour les articles homonymes, voir Thiéry.
Thiéry est une commune rurale située dans le département de Bogandé de la province de la Gnagna dans la région de l'Est au Burkina Faso.

## Géographie
Thiéry se trouve à 6 km à l'ouest de Bogandé et de la route nationale 18.

## Santé et éducation
Le centre de soins le plus proche de Thiéry est le centre de santé et de promotion sociale (CSPS) de Kossougoudou ainsi que le grand centre médical et chirurgical de Bogandé.